# Klaus Enders
Klaus Enders (Wetzlar, 2 mei 1937 - Aßlar, 20 januari 2019) was een Duits motorcoureur. Tussen 1967 en 1974 werd hij met de bakkenisten Ralf Engelhardt en Wolfgang Kalauch zes keer wereldkampioen in de zijspanklasse.

## Carrière
Klaus Enders begon als solo- en zijspanracer aan het begin van de jaren zestig. In 1963 werd hij Duits juniorenkampioen in de 500cc-klasse. In 1964 racete hij met een Norton Manx en werd hij bijna weer Duits kampioen, maar een val tijdens de laatste race op de AVUSring belette dat.
In 1966 besloot Klaus Enders zich helemaal op de zijspanklasse te gaan richten. In dat jaar werd hij met Reinhold Mannischeff vierde in de Grand Prix van België, nadat ze in de eerdere races uitgevallen waren. Tijdens de GP van Frankrijk hadden ze al veel indruk gemaakt door het gevecht aan te gaan met de leidende combinatie van Max Deubel en Emil Hörner, tot Enders een fout maakte en van de baan schoof. Mannischeff richtte zich na de Belgische GP meteen op zijn beroepscarrière en trok zich terug. Vanaf de Sidecar TT op het eiland Man werd Ralf Engelhardt de nieuwe bakkenist van Klaus Enders. Hier werden ze opnieuw vierde. De GP des Nations op Monza ging voor de zijspanklasse niet door en daardoor was het seizoen vervroegd ten einde. Enders/Mannischeff/Engelhardt eindigden het seizoen op de vijfde plaats.
In 1967 was er echter al succes. Na de tweede plaats in de GP van Spanje wonnen Enders/Engelhardt de GP van Duitsland op de Hockenheimring. Ze wonnen ook in Frankrijk, Assen, België en Finland en omdat er slechts vijf resultaten telden werden ze met het maximale puntenaantal (40) wereldkampioen.
Het seizoen 1968 begon erg slecht. Enders en Engelhardt vielen in de eerste twee GP's uit. Dat bleek te liggen aan het gewijzigde smeersysteem van de BMW. Om de motor lager te kunnen monteren was de oliepan vervangen door een aparte olietank. In Assen werden ze nipt verslagen door de combinatie Johann Attenberger/Josef Schillinger. Attenberger en Schillinger zouden in de volgende GP (België) dodelijk verongelukken. De technische problemen waren voor Enders/Engelhardt nog niet voorbij: ook in België en Finland vielen ze uit en in Duitsland spaarden ze hun motor om tenminste nog tweede te worden. In het wereldkampioenschap werden ze slechts zesde. De wereldtitel ging voor het eerst sinds jaren níet naar BMW: die werd gewonnen door Helmut Fath/Wolfgang Kalauch met de door Fath zelf geconstrueerde URS, die Fath naar zijn woonplaats Ursenbach had genoemd.
Ondanks de problemen in 1968 bleef Klaus Enders ook in 1969 zoeken naar technische verbeteringen aan de BMW. Hij experimenteerde met brandstofinjectie en liet zijn motor tunen door Dieter Busch. In de eerste vijf wedstrijden wonnen Fath en Enders beurtelings en niet zelden won de één omdat de ander uitviel. De strijd om de wereldtitel was daardoor erg spannend, maar na de Finse Grand Prix reed Helmut Fath nog een internationale race in dat land. Hierbij kreeg hij een ongeluk waarbij hij een been en enkele ribben brak. Zowel hijzelf als gelegenheidsbakkenist Billie Nelson (gebroken enkel) waren voor de rest van het seizoen uitgeschakeld. Geheel onverwacht was Ralf Enders al vóór de Ulster Grand Prix zeker van de wereldtitel.
In augustus 1969 gaven drie zijspantoppers te kennen dat ze wilden stoppen met races: Helmut Fath, Georg Auerbacher en Klaus Enders. Alle drie vonden ze de kosten te hoog worden, temeer omdat de startgelden steeds lager werden. Enders had zijn zijspancombinatie al doorverkocht en die van Auerbacher stond te koop. Uiteindelijk kwamen Enders en Auerbacher in 1970 gewoon weer aan de start, maar Ralf Engelhardt moest zijn brood elders verdienen. Hij werd vervangen door Wolfgang Kalauch, die niet alleen de bakkenist van Helmut Fath was, maar ook zijn zwager. Enders/Kalauch vielen in Duitsland uit, wonnen in Frankrijk en op Man, maar toen sloeg de pechduivel weer toe met technische problemen in Assen en België. In Tsjecho-Slowakije raakte Wolfgang Kalauch in de natte training gewond toen de zijspancombinatie slipte en hij tegen een trottoirband vloog. Klaus Enders had geluk dat zijn voormalige bakkenist Ralf Engelhardt als toeschouwer aanwezig was en die nam de plaats van Kalauch in om vervolgens het seizoen af te maken. Ze wonnen in Tsjecho-Slowakije, Finland en Ulster en werden alsnog wereldkampioen.
Aan het einde van het seizoen 1970 maakte Klaus Enders bekend zich terug te trekken uit de zijspansport om zijn geluk te wagen in de Formule 2-autosport, maar in september 1971 meldde hij zijn terugkeer weer. Ook Ralf Engelhardt had een seizoen overgeslagen, maar hij kwam in 1972 ook terug. Enders kreeg onmiddellijk steun van BMW (2 motorblokken en onderdelen), maar hij kreeg geen fabrieks-BMW motoren, die kregen Heinz Luthringshauser en Siegfried Schauzu. Tuner Dieter Busch wist uit de 500 cc boxermotor intussen ca. 72 pk bij 10.800 tpm te halen. In de winter van 1971/1972 bouwden ze een compleet nieuwe zijspancombinatie die veel lager was dan die van de concurrentie. Busch gaf de krukas een middenlager en ontwikkelde een eigen ontstekingssysteem. Enders construeerde een eigen duplexrem en zijn eigen wielnaven. Deze combinatie kwam pas bij de derde race, de de GP van Oostenrijk, aan de start en won meteen. In de rest van het seizoen wonnen Enders/Engelhardt nog vier GP's maar Heinz Luthringshauser en Hans-Jürgen Cusnik konden ook nog wereldkampioen worden. In de GP van Tsjecho-Slowakije verongelukte Cusnik en Luthringshauser besloot in de laatste GP (Finland) niet te starten. Daardoor konden Enders/Engelhardt met gemak de wereldtitel opnieuw pakken.
In 1973 wonnen ze alle wedstrijden waar ze aan de start kwamen en haalden ze hun vijfde wereldtitel. In dat jaar werd er al een tweetaktmotor tweede, de König van Werner Schwärzel/Karl-Heinz Kleis.
In 1974 waren de tweetakten sterker maar vooral betrouwbaarder geworden, niet alleen de Königs, maar ook de Crescent waar Rudi Kurth al jaren mee experimenteerde en die in dit jaar ook gebruikt werd door Rolf Steinhausen. Enders/Engelhardt kregen dan ook veel meer tegenstand, maar werden toch voor de zesde keer wereldkampioen, met slechts twee punten voorsprong op Schwärzel/Kleis.

### Overleden
De zesvoudig zijspanwereldkampioen overleed zondag 20 januari 2019 na een korte ziekbed op de leeftijd van 81 jaar aan de gevolgen van een hersentumor.

## Wereldtitels
- 1967 – Wereldkampioen zijspanrace op een BMW met Ralf Engelhardt
- 1969 – Wereldkampioen zijspanrace op een BMW met Ralf Engelhardt
- 1970 – Wereldkampioen zijspanrace op een BMW met Wolfgang Kalauch en Ralf Engelhardt
- 1972 – Wereldkampioen zijspanrace op een Busch-BMW met Ralf Engelhardt
- 1973 – Wereldkampioen zijspanrace op een Busch-BMW met Ralf Engelhardt
- 1974 – Wereldkampioen zijspanrace op een Busch-Spezial met Ralf Engelhardt